# 御陵駅
御陵駅（みささぎえき）は、京都府京都市山科区御陵原西町にある、京都市交通局（京都市営地下鉄）・京阪電気鉄道（京阪）の駅。

## 概要
京都市営地下鉄の東西線と、京阪電気鉄道の京津線の2路線が乗り入れており、このうち京津線は当駅を起点としている。京津線の列車は深夜時間帯の数本を除いて、東西線に直通して太秦天神川駅（朝時間帯の一部列車は京都市役所前駅）発着で運転されている。なお京阪の車両は東西線に乗り入れているが、京都市交通局の車両は京津線には乗り入れない。駅番号は京都市営地下鉄に対してのみ付与されており、T08である。
京都市交通局と京阪電気鉄道の共同使用駅で、京都市交通局が管轄している。かつては京津線の中間駅であり京阪のみ乗り入れた駅であった為、京阪の単独管轄だったが、1997年の東西線開業および京津線の部分廃止により現在の形となった。

地下鉄東西線開通前は京阪電気鉄道単独の停留場として御陵、日ノ岡の2停留場が地上にあり、現在の御陵駅はそれを統合した駅である。駅施設は第三セクターである京都高速鉄道株式会社が建設した。
京阪京津線との接続のため「4線シールド工法」という技法で工事が行われた。駅の西側は複線断面トンネルであり、上下線別の単線トンネルを通じ地下2・3階の駅ホームに分岐器を介して接続する。上下線のいずれとも北側が大津方面、南側が六地蔵方面になっているが単純にY字状に分岐しているわけではなく、駅の東側で京津線は上下線束ねられ、堀割構造の複線傾斜路を伝い地上へ抜ける一方で、地下鉄線は地上に出た京津線の下をくぐって北側に出、東海道本線・京津線とほぼ直交するかたちで京津線を再度くぐって山科駅へ向かう。道路・軌道敷下の狭い空間でこれらの配線の処理を行うため、4本の単線シールドトンネルはそれぞれ上下左右に屈曲する複雑な立体構造になっている。
駅（改札、ホーム）の位置は旧・御陵駅と日ノ岡駅の中間に位置している。そのため、両駅の利用者への利便性に配慮するために地下鉄構内への出入り口を旧駅側と日ノ岡駅側に2箇所ずつ設けている。出入り口から駅中央に1箇所ある改札までは地下の通路を歩く必要がある。

## 歴史

### 京津線単独駅時代
- 1912年（大正元年）8月15日：京津電気軌道の停留場として開業。
- 1925年（大正14年）2月1日：会社合併により京阪電気鉄道の停留場となる。
- 1927年（昭和2年）9月21日：駅新築移転[3]。
- 1943年（昭和18年）10月1日：会社合併により京阪神急行電鉄の停留場となる。
- 1949年（昭和24年）
  - 12月1日：会社分離により再び京阪電気鉄道の停留場となる。
  - 12月30日：駅構内を拡張。
- 1997年（平成9年）10月12日：京津線の京津三条 - 当駅間が廃止となる。
  - 廃線区間は、同日から営業を開始した地下鉄東西線三条京阪 - 当駅間に事実上継承された。

### 地下鉄東西線開業後
- 1997年（平成9年）10月12日：京都市営地下鉄東西線の醍醐 - 二条間の開通と同時に同線の駅が開業。京阪京津線が当駅より地下鉄東西線京都市役所前駅まで乗り入れを開始[4][5]。
  - この日の営業から京津線は地下鉄東西線の駅への乗り入れを開始し、従来の地上駅は廃止となった。また、市営地下鉄と京阪京津線の乗り換え（乗り入れ）駅であることから、東西線開通後しばらくの間、行先案内のためにそれぞれのホーム階に駅員が配置された。
- 2007年（平成19年）4月1日：京都市営地下鉄・京阪でICカード「PiTaPa」の利用が可能となる。
- 2013年（平成25年）
  - 9月16日：台風18号の豪雨により京阪京津線トンネル側からの浸水のため地下3層部分が冠水し営業停止[6]。この影響により、東西線小野駅 - 烏丸御池駅間と京阪京津線全線が運転見合わせとなる[7][8][9]。同日中の復旧は行えず、翌日の9月17日も京都市バス、京阪バスの両社局による代替輸送が行われた。
  - 9月19日：東西線は午後9時30分に運転を再開した[10][11]。
  - 9月30日：逢坂山での土砂崩れの復旧が遅れ、京阪京津線の東西線への乗り入れはこの日の始発より再開された[12]。なお京津線（御陵 - 浜大津間）運転再開は29日午後5時からとなった。

### 旧・御陵駅
1997年10月11日まで京津線の御陵駅は地上に設置されていた。京津線の部分廃止及び地下鉄東西線への乗り入れ開始に伴って廃止となった。

停車する電車はいずれも2両編成の普通列車と準急の2種であり、急行も1981年に廃止されるまで停車していた。準急は当駅 - 京津三条間はノンストップで運転されていた。
地形の問題もありホームは完全な対面式ではなく、踏切を挟んで線路の北側と南側とで対角線上に設置されていた。線路の北側のホーム（京阪山科・浜大津行き）は踏切から京阪山科・四宮駅寄り、線路の南側のホーム（京津三条行き）は踏切から京津三条駅寄りにあった。また、それぞれのホーム入り口には券売機が1台ずつ設置されていた。
現在は駅施設は全て撤去され、駅跡付近から旧御陵府道踏切までの区間は遊歩道（愛称・陵ヶ岡みどりの径）として整備されている。

## 駅構造
京阪京津線の接続駅で、地下2層が西行き（蹴上駅方面）、地下3層が東行き（山科駅方面）のホームである。ホームはどちらも他の東西線の駅と同様、1面2線の島式ホームで、ホームドアが設置されている。2・4番のりばは、ホームの有効長は6両分であるが、ホームドアは4両分のみ設けられている。
トイレは改札内奥にある。
東西線の駅は駅ごとにステーションカラーが制定されており、御陵駅のステーションカラーは■桔梗色である。

### のりば
奇数番線が六地蔵方面発着の列車用、偶数番線が京津線乗り入れ列車用となっている。トンネルを出てすぐのところに渡り線があり、花火大会開催時などに、御陵 - びわ湖浜大津間の臨時列車が運転される時には、2番のりばから折り返し運転のびわ湖浜大津行きが発車する。また深夜帯の当駅止まりの京津線電車は、到着後に四宮駅留置線へ回送される。
| 階層    | 番線 | 路線        | 方向 | 行先                                   | 備考                 |
| ------- | ---- | ----------- | ---- | -------------------------------------- | -------------------- |
| 地下2階 | 1    | 東西線      | 下り | 京都市役所前・烏丸御池・太秦天神川方面 | 六地蔵方面からの列車 |
| 地下2階 | 2    | 東西線      | 下り | 京都市役所前・烏丸御池・太秦天神川方面 | 京津線からの列車     |
| 地下3階 | 3    | 東西線      | 上り | 山科・六地蔵方面                       |                      |
| 地下3階 | 4    | ■京阪京津線 | 上り | 四宮・びわ湖浜大津方面                 |                      |

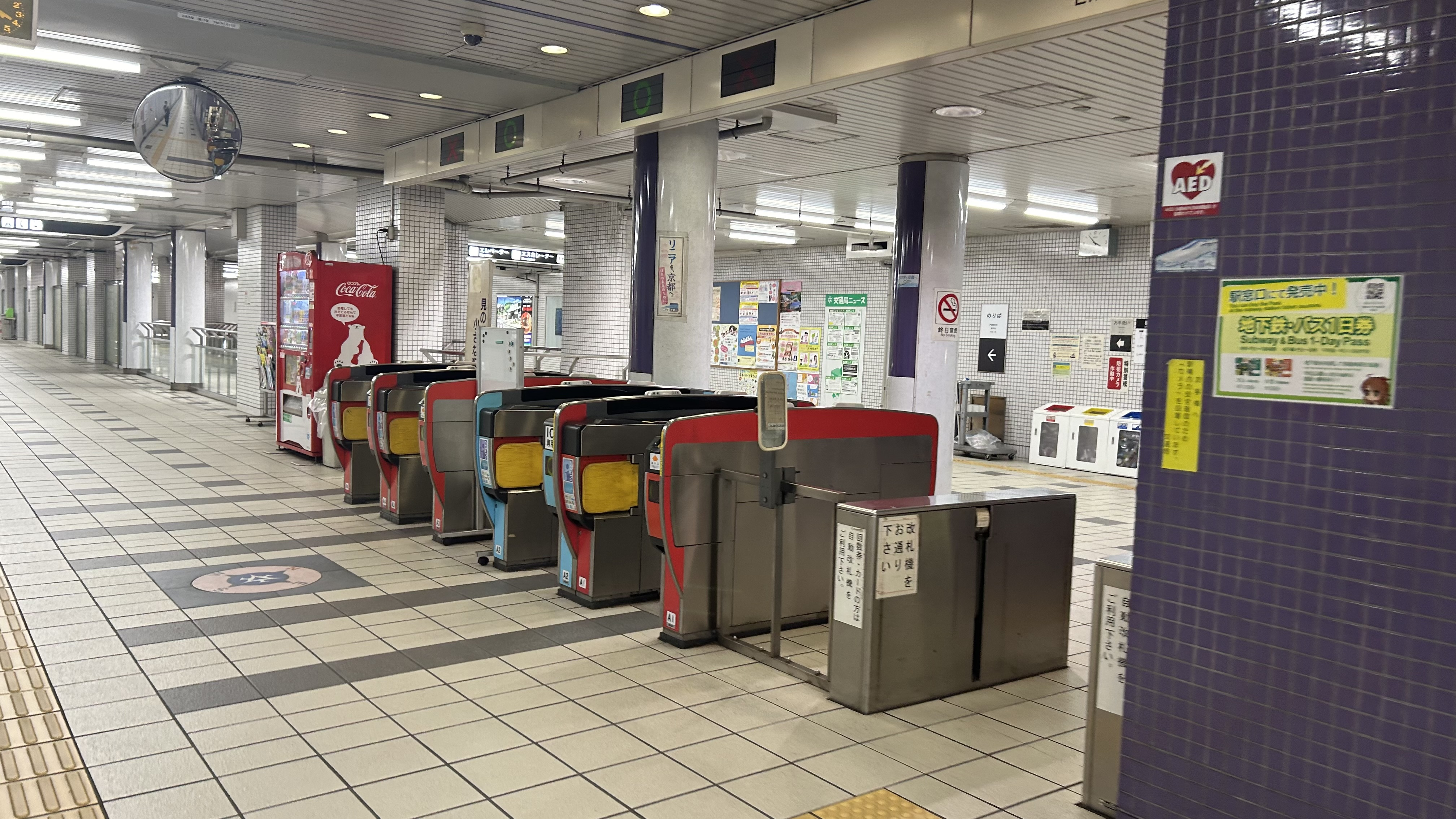
改札口
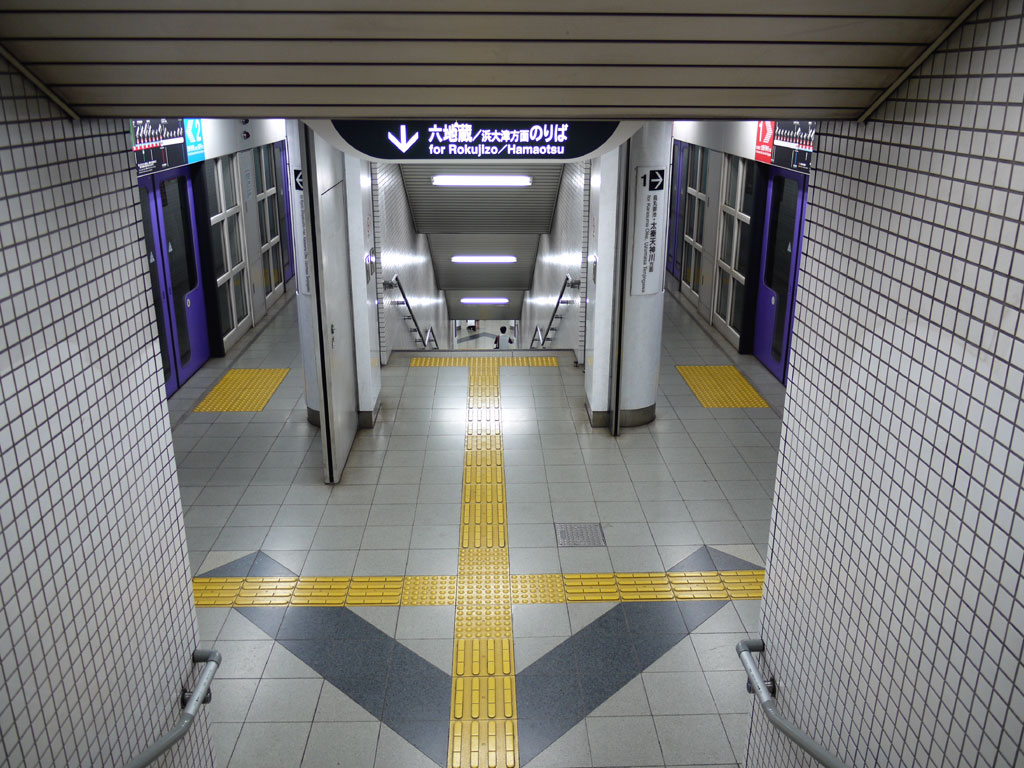
地下2階のホーム（二条・太秦天神川方面）から、地下3階のホーム（六地蔵・浜大津方面）を望む（2009年6月）
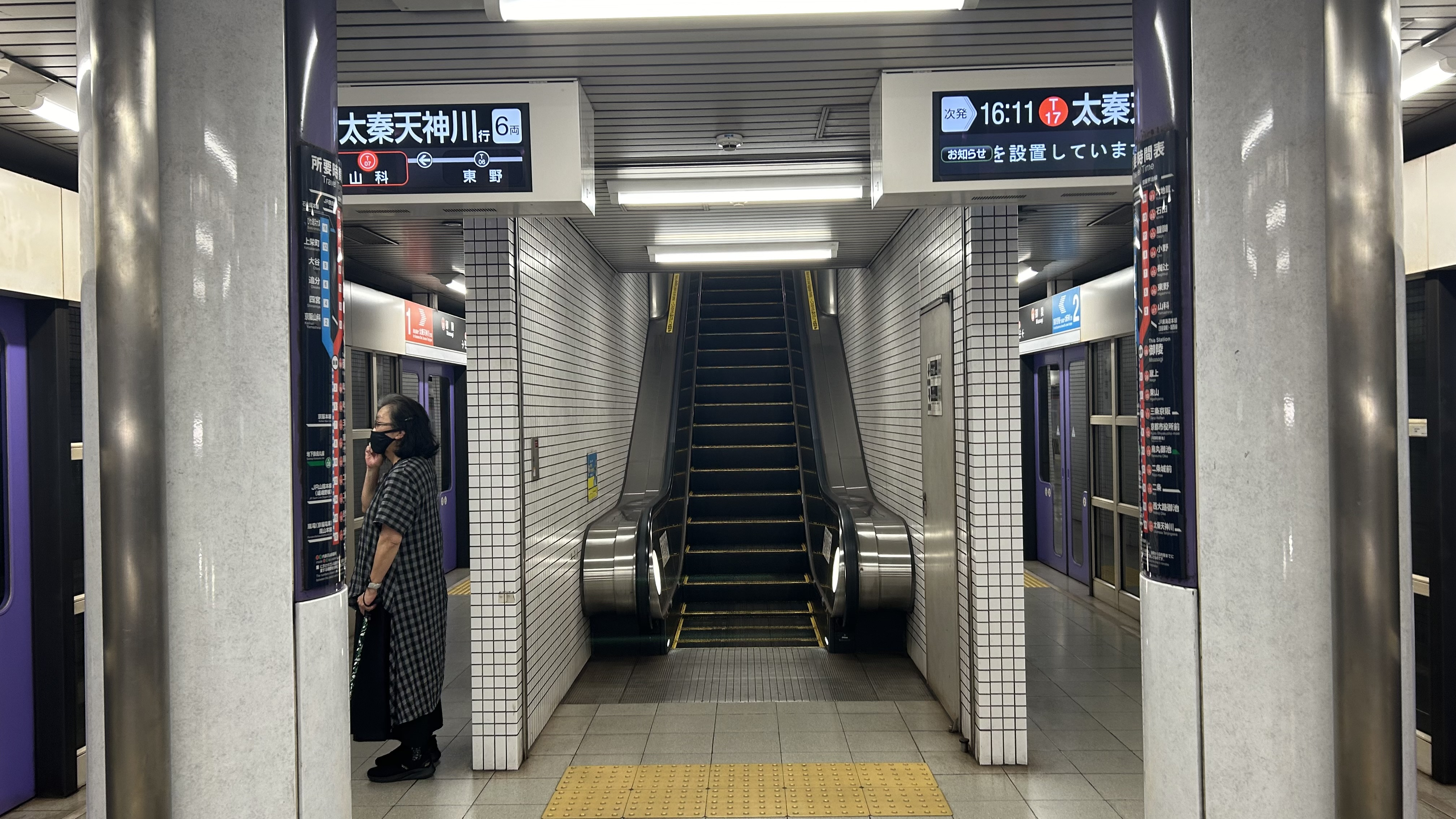
1・2番乗り場ホーム
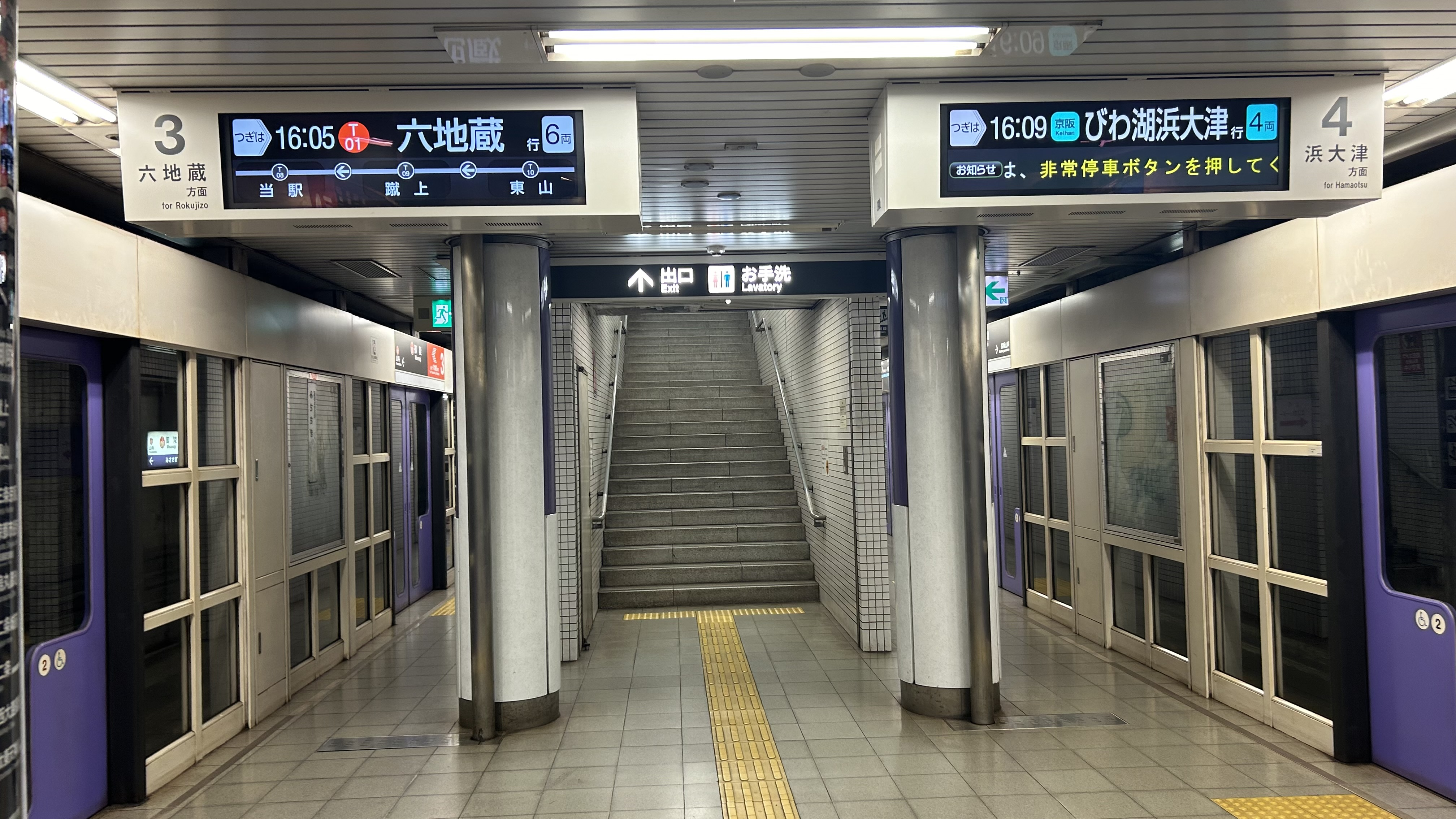
3・4番乗り場ホーム
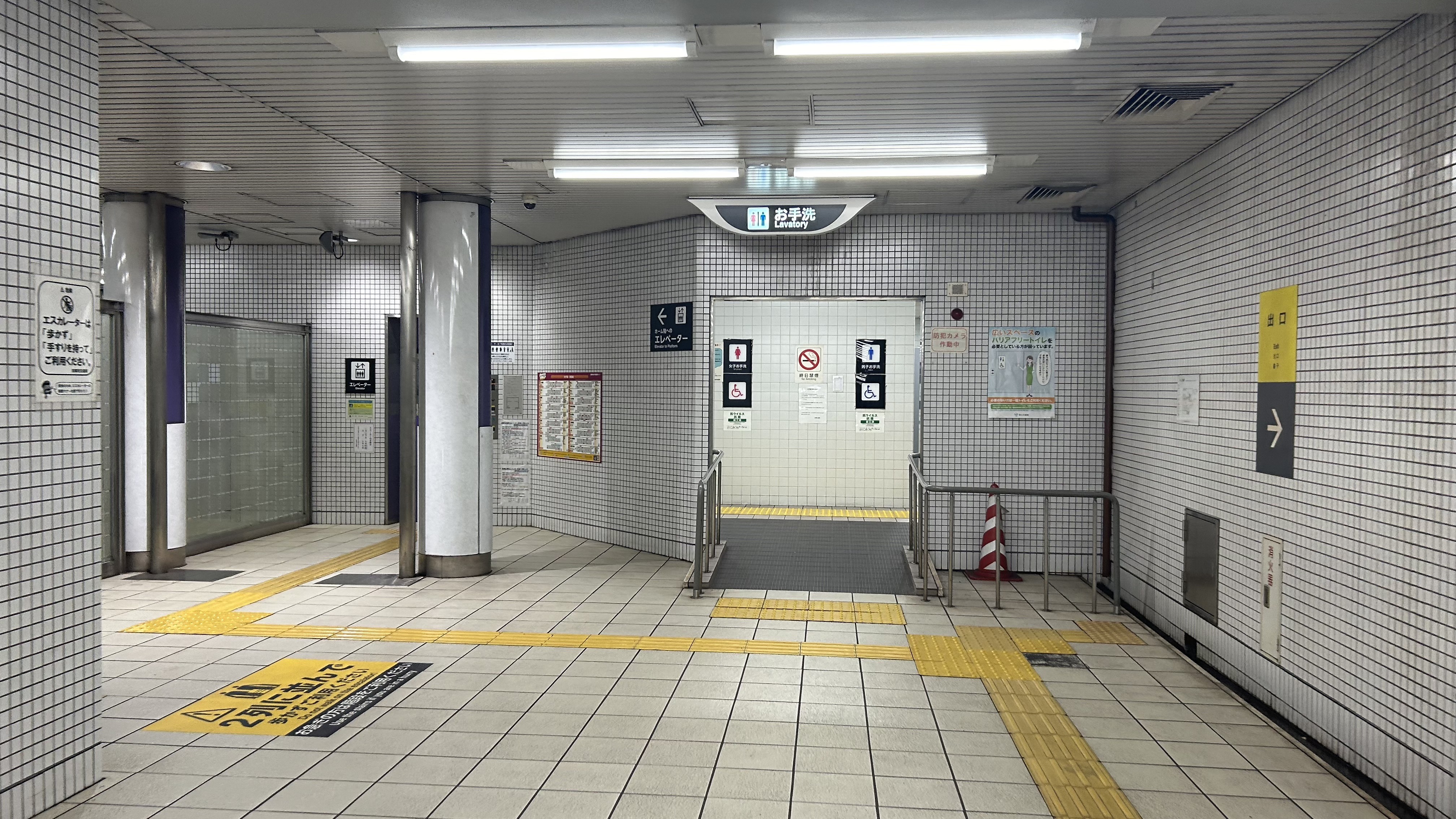
トイレ
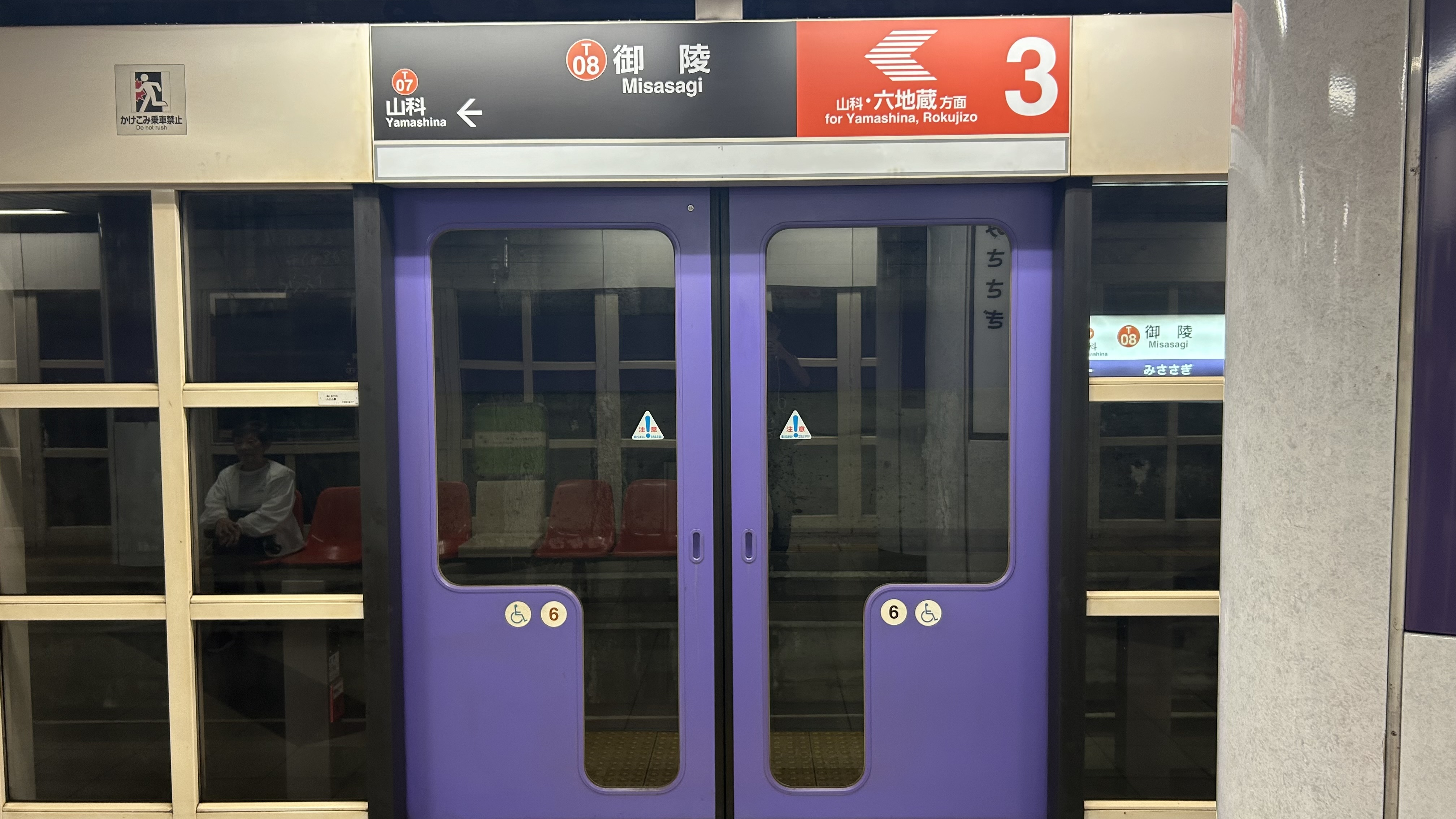
東西線ホームドアと駅名標
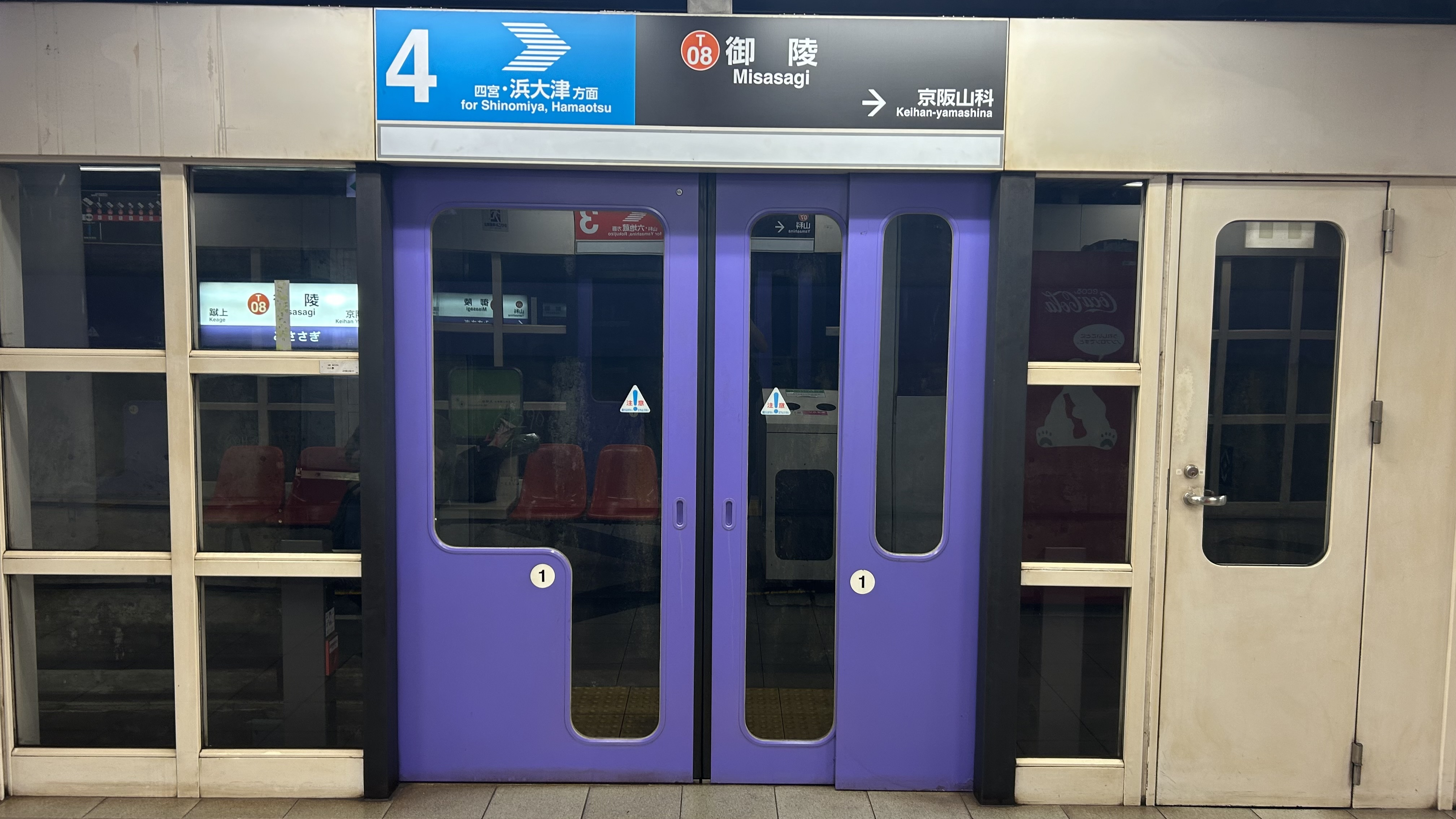
京阪京津線ホームドアと駅名標

### 駅ナンバリング
当駅は京阪電気鉄道で唯一、2014年4月1日から導入された駅ナンバリングの対象外となっており、京津線含め大津線の案内では地下鉄東西線の駅番号（T08）のみを用いており、京阪仕様の駅番号などの表記はされていない。また、当駅における4番のりばの駅名標についても京阪山科方の駅番号（OT31）は未表記となっている。

### 水害対策
駅東側で京津線は掘割構造の複線傾斜路から地上に出る。通常時はトンネル内に流れ込んだ雨水はトンネル入口部には時間あたり70ミリの豪雨に対応できる排水量毎分4.8トンのポンプでトンネル外に排水される。また、トンネル内の湧水対策として地下水は地下30メートルのポンプ室（御陵東中間ポンプ所）に集められ、毎分1.8トンの排水能力があるポンプでくみ上げられ排水される。
しかし2013年9月16日の台風18号の通過時、山科区を流れる安祥寺川が御陵駅から1.5キロメートル離れた田山橋付近から溢水し、線路敷伝いに大量の泥水が京阪京津線からの乗り入れ口から侵入。両方の排水ポンプ能力を上回る泥水がトンネル内に流れ込み、御陵東中間ポンプ所内の動力制御盤が冠水停電し所内の全ポンプが停止。トンネル内の排水が不能になった。その結果御陵駅東の単線トンネルが上下線4本とも約600メートルにわたり冠水し、御陵駅構内においても地下3階の浜大津・六地蔵行きの線路が80センチメートルも浸水。信号設備等トンネル内のすべての設備の水没により列車が運行できなくなった。復旧のため消防や民間から30台のポンプをかき集めて溜まった泥水を排水し、9月19日夜に運行を再開した。なお京津線の乗り入れは大谷駅 - 上栄町駅近傍の土砂撤去作業のため9月29日夕方にずれ込んだ。流入した雨水は推計で15600トンとされている。
京都市交通局と京阪電気鉄道は緊急対策として土のうを安祥寺川の線路敷流入箇所と地下への進入口とに配備し、御陵東中間ポンプ所には仮設ポンプを増設し毎分3.16トンに増強した。またポンプ所の浸水への抜本的対策として排水ポンプ制御盤の地上への移動を同年12月18日に完了した。また京阪と地上からトンネルへと流入する雨水防止策について議論したいとし、京阪は安祥寺川に近い地点に止水扉を設置することとなり、また河川氾濫の根本対策の一環として京都府において安祥寺川の堆積土砂の除去を行った。

### 出口
| 出口番号 | 方角 | 出口周辺                                       | 接続改札 | 備考             |
| -------- | ---- | ---------------------------------------------- | -------- | ---------------- |
| 3        | 南   | 山科児童館・大乗寺                             | 改札口   | エレベーターあり |
| 1        | 南   | 元慶寺                                         | 改札口   |                  |
| 4        | 北   | 琵琶湖琉水・東山台公園・永興寺・山科豊川稲荷社 | 改札口   |                  |
| 2        | 北   | 御陵交番・京都山科御陵郵便局                   | 改札口   |                  |

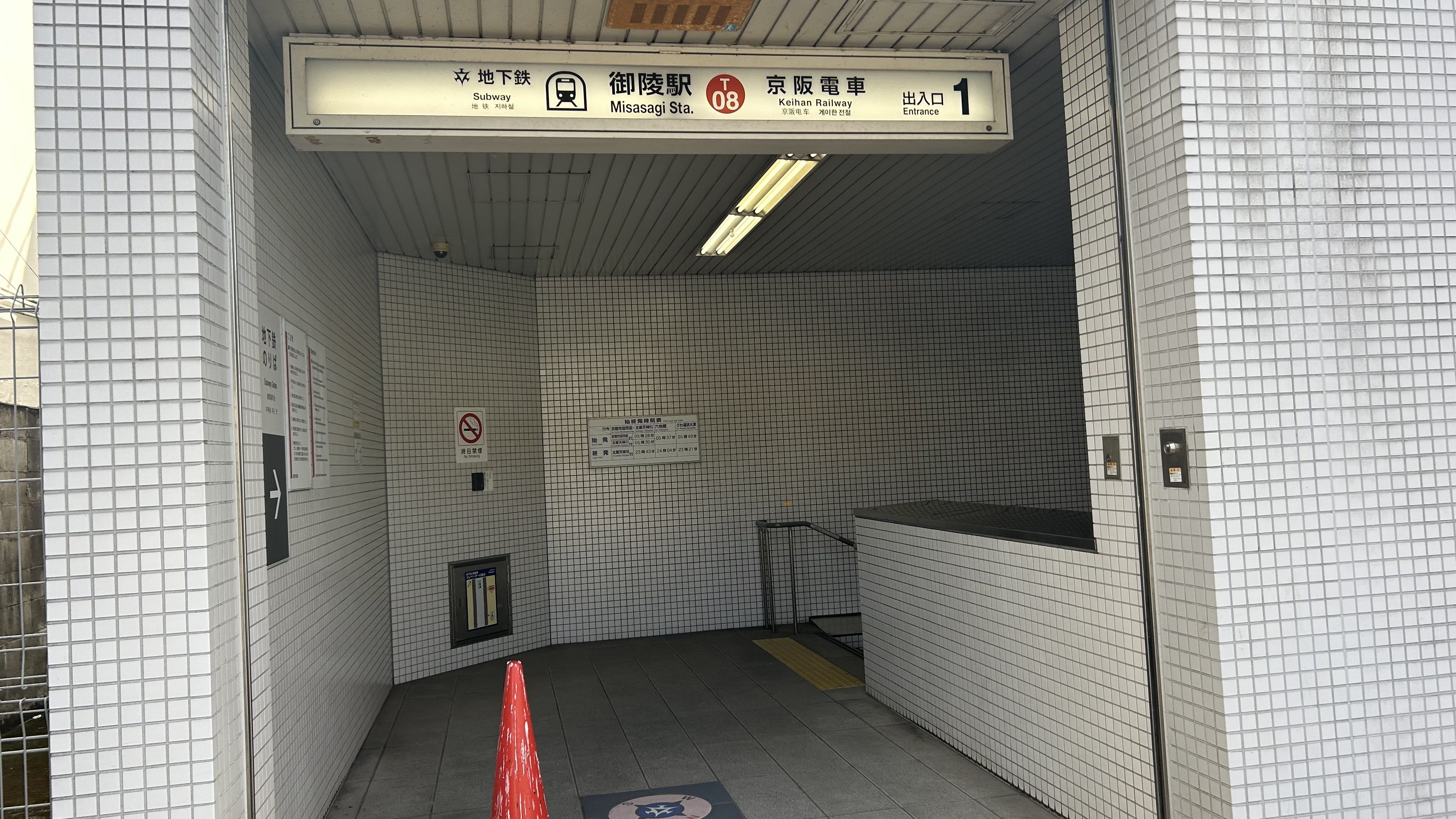
1番出入口
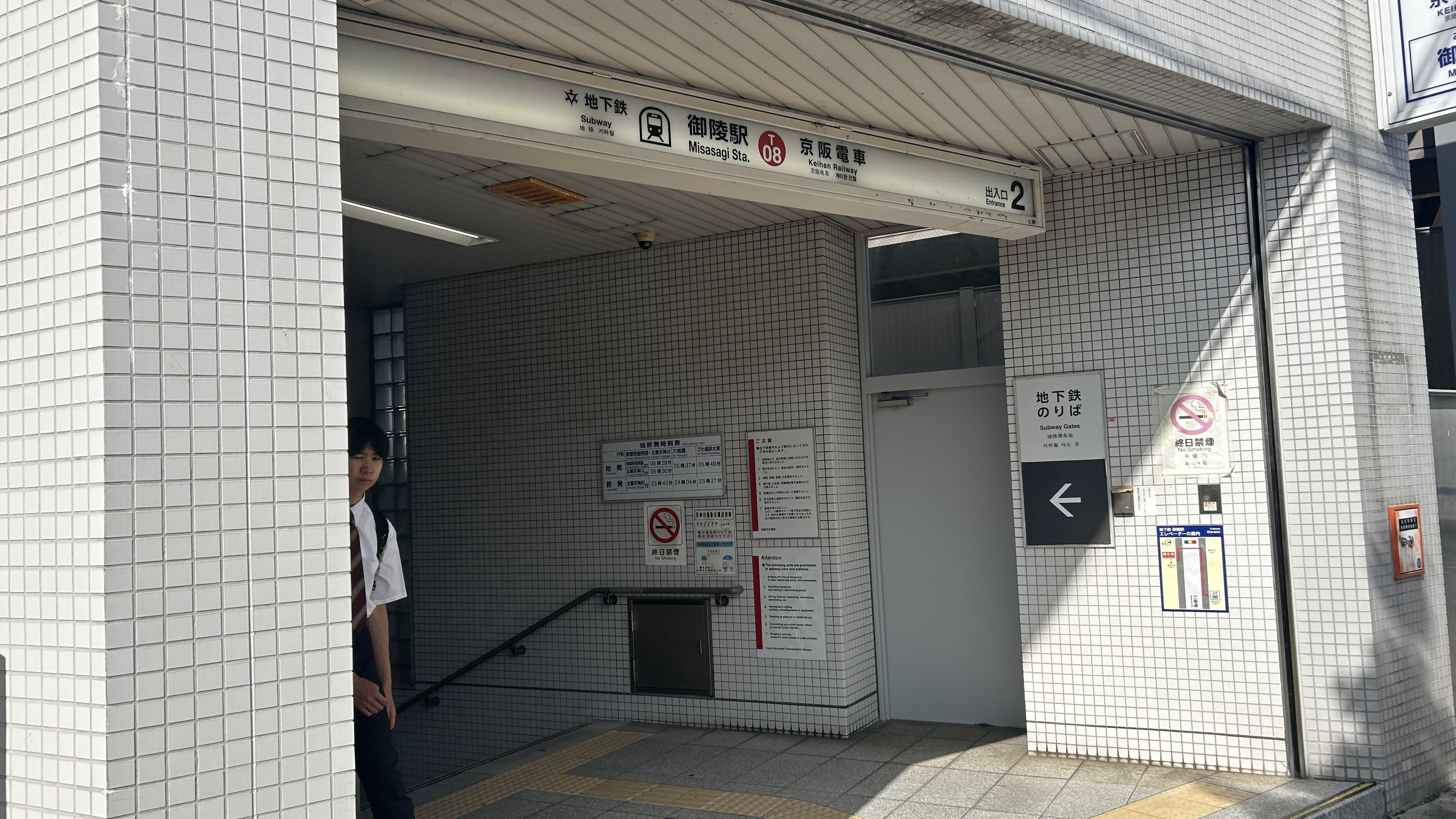
2番出入口
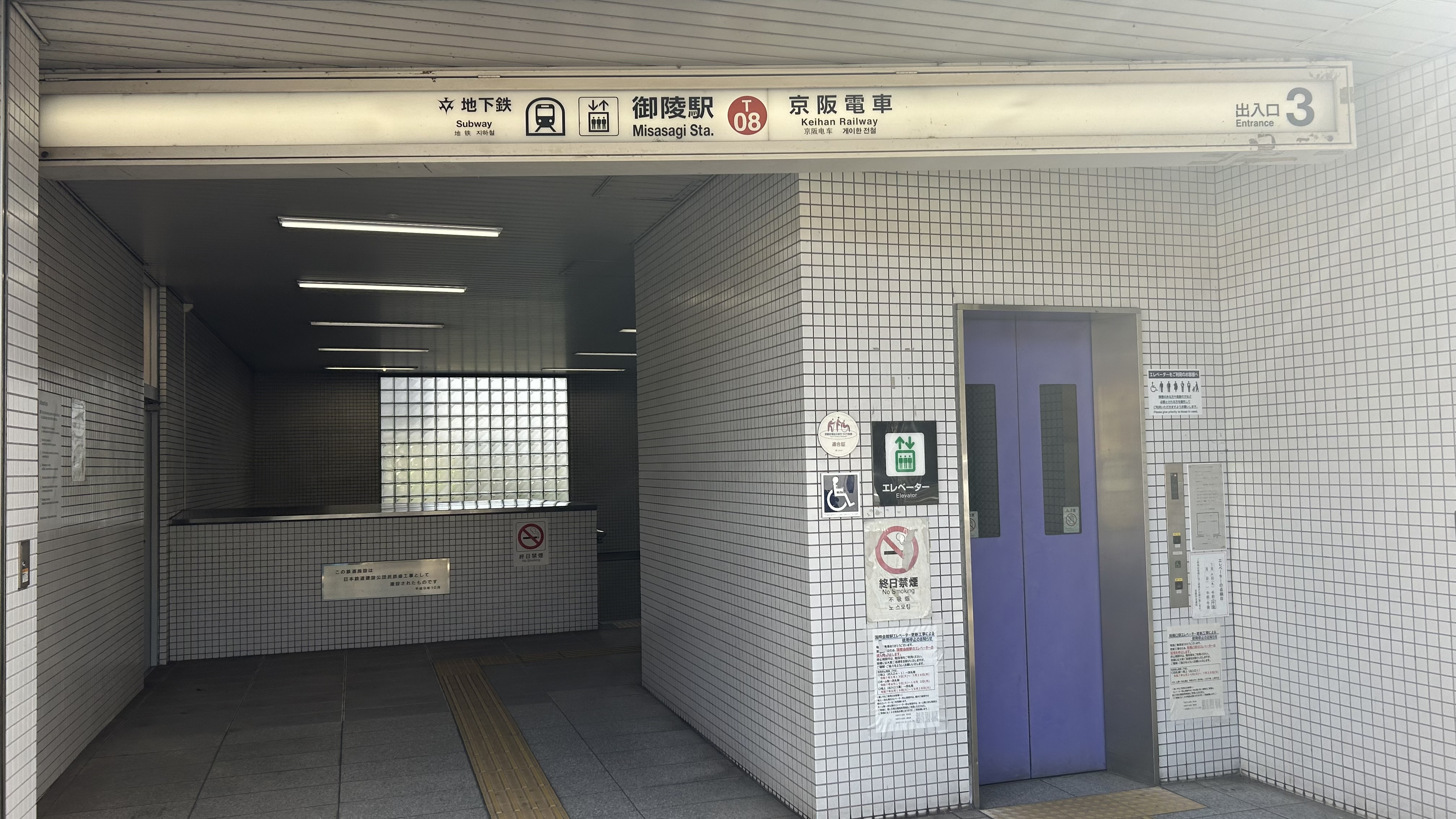
3番出入口
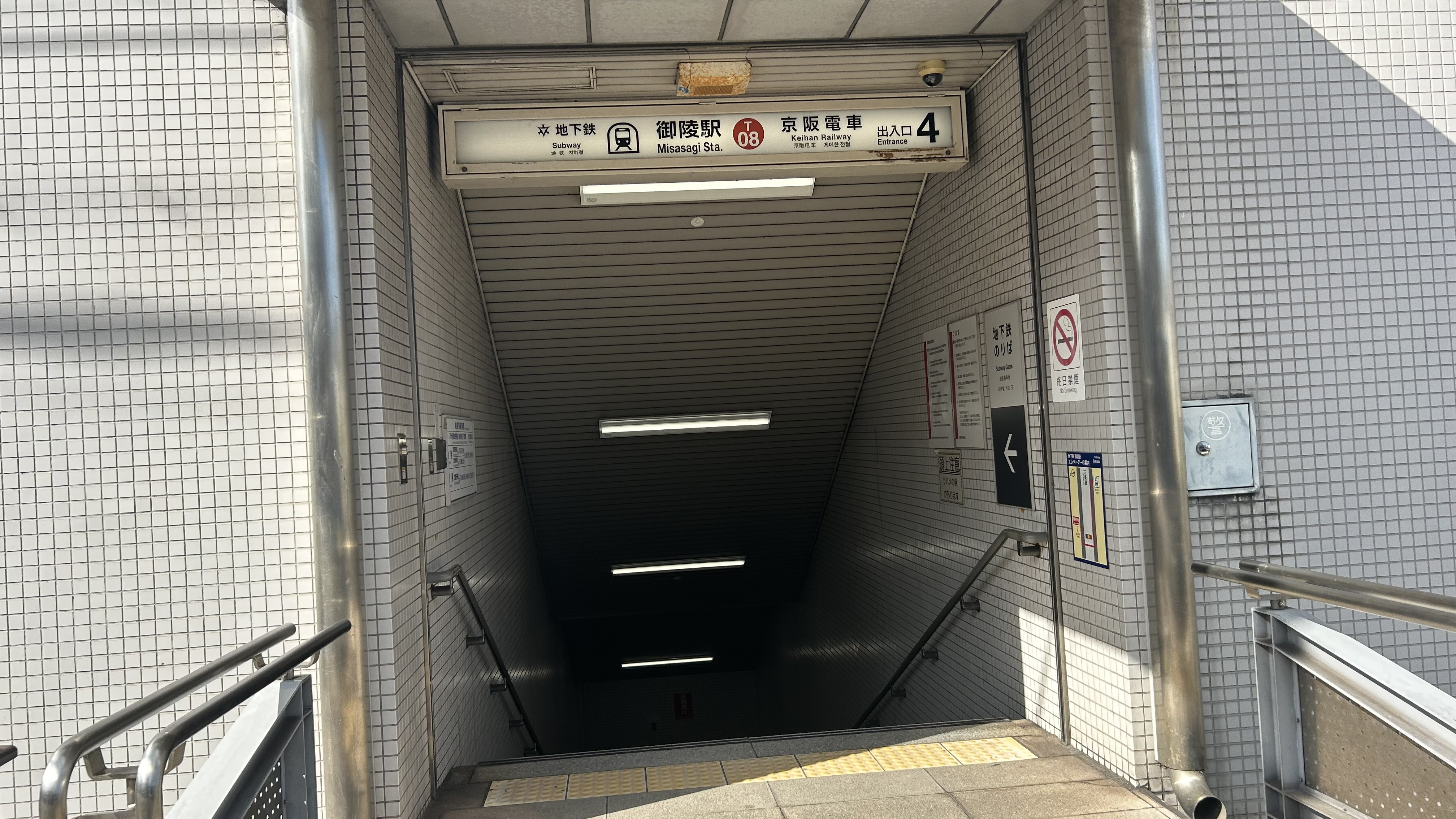
4番出入口

## 利用状況
- 京都市営地下鉄 - 2024年度の1日平均乗降人員は7,860人である[1]。
- 京阪電気鉄道 - 2023年度の1日平均乗降人員は5,144人である[22]。この値には京都市交通局からの連絡人員を含まない。

近年の1日平均乗降・乗車人員推移は下表のとおりである。
| 年度               | 京都市営地下鉄 | 京都市営地下鉄 | 京都市営地下鉄 | 京都市営地下鉄 |
| 年度               | 乗降人員       | 乗降人員       | 連絡人員       | 連絡人員       |
| 年度               | 乗降人員       | 乗車人員       | 乗降人員       | 乗車人員       |
| ------------------ | -------------- | -------------- | -------------- | -------------- |
| 2003年（平成15年） | 9,708          | 4,939          | 7,325          | 3,793          |
| 2004年（平成16年） | 8,945          | 4,540          | 7,132          | 3,722          |
| 2005年（平成17年） | 8,425          | 4,274          | 7,208          | 3,730          |
| 2006年（平成18年） | 8,177          | 4,141          | 6,570          | 3,455          |
| 2007年（平成19年） | 8,126          | 4,156          | 6,915          | 3,530          |
| 2008年（平成20年） | 8,225          | 4,169          | 7,249          | 3,678          |
| 2009年（平成21年） | 8,018          | 4,059          | 7,563          | 3,926          |
| 2010年（平成22年） | 7,971          | 4,033          | 7,244          | 3,762          |
| 2011年（平成23年） | 7,924          | 4,009          | 7,183          | 3,750          |
| 2012年（平成24年） | 7,818          | 3,955          | 7,153          | 3,715          |
| 2013年（平成25年） | 7,782          | 3,937          | 6,862          | 3,563          |
| 2014年（平成26年） | 8,093          | 4,094          | 7,090          | 3,682          |
| 2015年（平成27年） | 8,194          | 4,146          | 7,647          | 3,971          |
| 2016年（平成28年） | 8,146          | 4,122          | 7,908          | 4,107          |
| 2017年（平成29年） | 8,229          | 4,164          | 7,933          | 4,120          |
| 2018年（平成30年） | 8,370          | 4,235          | 8,222          | 4,266          |
| 2019年（令和元年） | 8,519          | 4,310          | 8,306          | 4,315          |
| 2020年（令和02年） | 7,021          | 3,500          | 4,397          | 2,215          |
| 2021年（令和03年） | 7,327          | 3,650          | 4,972          | 2,501          |
| 2022年（令和04年） | 7,538          | 3,766          | 5,967          | 3,005          |
| 2023年（令和05年） | 7,707          | 3,860          | 6,472          | 3,255          |
| 2024年（令和06年） | 7,860          |                |                |                |

## 駅周辺

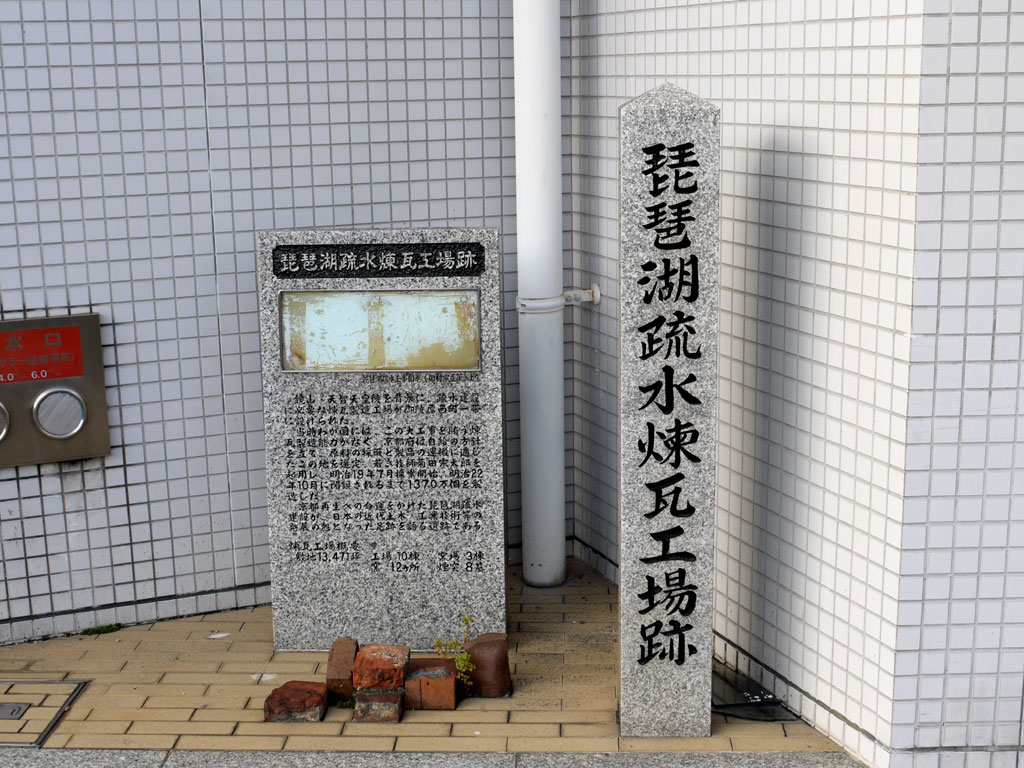
2番出入口横の琵琶湖疏水煉瓦工場跡石碑
本来存在していたはずのレリーフが剥がれている（2009年6月）

駅は山科盆地の北西に位置し、三条通（府道143号四ノ宮四ツ塚線）の地下にある。三条通はここから北西に進んで東山を越え、旧東海道の起点、三条大橋に至る。
周囲は主に住宅地。「御陵」という地名は、駅の東300メートルほどにある天智天皇山科陵（御廟野古墳）に由来する。また住宅地北側の山麓を琵琶湖疏水が通る。
- 天智天皇山科陵（御廟野古墳）
- 元慶寺 - 西国三十三所（番外）
- 鏡山地蔵尊
- 栗原邸 - 1929年竣工、国の登録有形文化財[24]。まれに一般公開が行われる[25]。
- 京都薬科大学
- 京都市立陵ヶ岡小学校
- 本圀寺

## バス路線
駅付近には京阪バスの停留所が点在する。ここでは、山科駅・京阪山科駅方面から順に各停留所の案内をまとめて解説する。なお、近江鉄道バスの季節運行路線（立命館大学京都線）と過去に運行した路線（長距離路線を含む）の解説はすべて省略する。

### 御陵東
京阪京津線の旧・御陵駅付近にあるバス停留所。
- 東行
  - 19号経路：山科駅
  - 鏡山循環：山科駅
- 西行（出入口1番）
  - 19号経路：四条河原町

### 御陵駅
当駅のすぐ近くにあるバス停留所。東行（山科駅方面）のみ停車。
- 東行（出入口2番）
  - 19号経路：山科駅
  - 鏡山循環：山科駅

### 日ノ岡
京阪京津線の日ノ岡駅（廃駅）付近にあるバス停留所。
- 東行（出入口4番）
  - 17号経路：大宅
  - 19号経路：山科駅
- 西行（出入口3番）
  - 17号経路：三条京阪
  - 19号経路：四条河原町

## 隣の駅
京都市営地下鉄
 東西線
山科駅 (T07) - 御陵駅 (T08) - 蹴上駅 (T09)
京阪電気鉄道
▲京津線
（蹴上駅 (T09) - ） 御陵駅 (T08) - 京阪山科駅 (OT31)
- 括弧内の英数字は駅番号を示す。

### かつて存在した路線
京阪電気鉄道
■京津線（1997年廃止区間）
急行・準急
京津三条駅 - 御陵駅 （- 京阪山科駅）
普通
日ノ岡駅 - 御陵駅 （- 京阪山科駅）